# Кальчикская сельская община

Ка́льчикская сельская территориальная община (укр. Ка́льчицька сільська територіальна громада) — территориальная община в Мариупольском районе Донецкой области Украины. Административный центр — село Кальчик.
Код общины согласно украинскому «Кодификатору административно территориальных единиц и территорий территориальных общин» (КАТЕТТО) — UA14140050000020560.

## География и природные ресурсы
Площадь общины — 440,1 км2 (является приближённой к существующей и должна быть рассчитана после определения всех границ территориальных общин, установленном в порядке, определённом законодательством).
Кальчикская сельская община граничит:
- на севере — с Хлебодаровской сельской и Мирненской поселковой общинами Волновахского района Донецкой области;
- на юге — с Мариупольской городской и Никольской поселковой общинами Мариупольского района Донецкой области;
- на западе — с Розовской поселковой общиной Пологовского района Запорожской области;
- на востоке — с Сартанской поселковой общиной Мариупольского района Донецкой области.

Общая площадь земельного фонда — 43’939 гектаров, в т. ч.:
- сельскохозяйственные угодия — 36’440 гектаров,
  - из них пашен — 29’540 гектаров;
- лесов и других лесоукрытых площадей — 3’230 гектаров.

На территории общины насчитвается 18 искусственных водоёмов (ставков)..

## Население
Население общины:
- 11’642 человека (рассчитано по данным Госстата Украины на 01.01.2020)
- 28’600 человек (рассчитано с учётом внутренне перемещённых лиц по данным Минфина Украины по состоянию на 01.01.2021).

Плотность населения — 16 чел./км2.
Социальные группы населения:
| Наименование социальной группы                                                             | Численность     |
| ------------------------------------------------------------------------------------------ | --------------- |
| Дети от 0 до 6 лет                                                                         | 391 чел.        |
| Дети от 6 до 18 лет                                                                        | 821 чел.        |
| Дети с инвалидностью                                                                       | 36 чел.         |
| Взрослые лица с инвалидностью                                                              | 109 чел.        |
| Дети-сироты и дети, лишённые родительской опеки • в т. ч. проживающие на территории общины | 34 чел. 23 чел. |
| Дети под опекой или попечительством                                                        | 24 чел.         |
| Многодетные семьи                                                                          | 89 семей        |
| Дети из многодетных семей                                                                  | 294 чел.        |
| Внутренне перемещённые лица                                                                | 140 чел.        |
| Участники АТО                                                                              | 50 чел.         |
| Опекуны или попечители                                                                     | 19 чел.         |

## История
Территориальная община была образована в рамках административно-территориальной реформы 2015—2020 годов и реформы децентрализации на Украине.
Нормативными актами для создания общины стали распоряжение Кабинета министров Украины № 710-р от 12 июня 2020 года «Об определении административных центров и утверждении территорий территориальных общин Донецкой области» и постановление Верховной рады Украины № 807-IX от 17 июля 2020 года «Об образовании ликвидации районов», вступившие в силу 17 июля 2020 года.
В состав общины вошли северная и восточная части территории бывшего Никольского (до 2016 — Володарского) района:
- бывший Зарянский[укр.] сельский (до 2011 — поселковый) совет:
  - село (до 2011 — посёлок) Водяное,
  - село (до 2011 — посёлок) Гранитное,
  - село (до 2011 — посёлок) Заря,
  - село (до 2011 — посёлок) Приовражное;
- бывший Кальчикский[укр.] сельский совет:
  - село Кальчик,
  - село Келлеровка (до 2016 — Кирово),
  - село Кирилловка;
- бывший Касьяновский[укр.] сельский совет:
  - село Касьяновка,
  - село (до 2011 — посёлок) Ключевое,
  - село Кременёвка,
  - село Македоновка,
  - село (до 2011 — посёлок) Херсонес,
  - посёлок Асланово;
- бывший Малоянисольский[укр.] сельский совет:
  - село (до 2011 — посёлок) Катериновка,
  - село Малоянисоль,
  - село (до 2011 — посёлок) Труженка.

## Населённые пункты
В состав общины входят 15 сёл и 1 посёлок:
| Населённый пункт                       | Площадь, км2 | Население, чел. (на 01.01.2021) | Число домохозяйств | Код КАТЕТТО (с 2020) | Код КОАТУУ (до 2020) |
| -------------------------------------- | ------------ | ------------------------------- | ------------------ | -------------------- | -------------------- |
| село Водяное укр. село Водяне          | 0,23         | 63                              | 63                 | UA14140010020015618  | 1421781602           |
| село Гранитное укр. село Гранітне      | 0,64         | 228                             | 223                | UA14140010030035763  | 1421781603           |
| село Заря укр. село Зоря               | 4,42         | 1’838                           | 1’819              | UA14140010040084702  | 1421781601           |
| село Кальчик укр. село Кальчик         | 1,16         | 1’287                           | 566                | UA14140010010097440  | 1421782201           |
| село Касьяновка укр. село Касянівка    | 1,34         | 595                             | 246                | UA14140010050097200  | 1421783301           |
| село Катериновка укр. село Катеринівка | 1,28         | 155                             | 59                 | UA14140010060013370  | 1421784402           |
| село Келлеровка укр. село Келерівка    | 1,05         | 174                             | 60                 | UA14140010070024081  | 1421782203           |
| село Кирилловка укр. село Кирилівка    | 1,65         | 299                             | 125                | UA14140010080063275  | 1421782202           |
| село Ключевое укр. село Ключове        | 0,91         | 256                             | 122                | UA14140010090029702  | 1421783303           |
| село Кременёвка укр. село Кременівка   | 2,14         | 1’004                           | 431                | UA14140010100070523  | 1421783304           |
| село Македоновка укр. село Македонівка | 1,75         | 801                             | 316                | UA14140010110074635  | 1421783302           |
| село Малоянисоль укр. село Малоянисоль | 7,50         | 1’823                           | 794                | UA14140010120019023  | 1421784401           |
| село Приовражное укр. село Приовражне  | 0,43         | 176                             | 174                | UA14140010130098570  | 1421781604           |
| село Труженка укр. село Труженка       | 1,05         | 306                             | 194                | UA14140010140095377  | 1421784403           |
| село Херсонес укр. село Херсонес       | 0,47         | 104                             | 36                 | UA14140010150026519  | 1421783309           |
| посёлок Асланово укр. селище Асланове  | 1,35         | 206                             | 18                 | UA14140010160051418  | 1421783305           |

## Руководители
По результатам местных выборов 25 октября 2020 года главой общины (сельским головой) была избрана Надежда Анатольевна Рыбкина (укр. Надія Анатоліївна Рибкіна).
12 января 2021 года были выбраны старосты населённых пунктов общины:
- Евгения Фёдоровна Бахчисарай (укр. Євгенія Федорівна Бахчисарай) — староста сёл Малоянисоль, Труженка и Катериновка;
- Константин Вилианович Авджи (укр. Костянтин Віліанович Авджи) — староста сёл Касьяновка и Кременёвка.
- Василий Васильевич Ерик (укр. Василь Васильович Єрик) — староста сёл Македоновка, Ключевое, Херсонес и посёлка Асланово.
- Елена Викторовна Самойлик (укр. Олена Вікторівна Самойлік) — староста сёл Заря, Гранитное, Приовражное и Водяное.

## Промышленность и сельское хозяйство
На территории общины находятся 2 разрабатываемых карьера. Действуют 45 агропромышленных формирований: 38 фермерских хозяйств и 7 частных предприятий.

## Жилищно-коммунальное хозяйство
Работают 2 специализированных предприятия ЖКХ. Проложено 22,1 км сетей водоподачи и 1,0 км сетей водоотведения (из которых устаревшие, ветхие и аварийные составляют 6,0 км и 0,7 км соответственно). Действуют 10 скважин (0,5 млн. тонн воды в год) и 1 канализационная насосная станция.
Создано 12 объединений совладельцев многоквартирных домов.

## Образование
В 2021 году в общине насчитывалось 5 детских садов (в которых воспитывались 193 ребёнка) и 6 общеобразовательных школ I—III ступеней (в которых обучались 821 ученик). Для 106 детей был организован подвоз к месту обучения и домой.

## Здравоохранение
В начале 2021 года на территории общины осуществляли свою деятельность 3 амбулатории, 5 фельдшерско-акушерских пунктов и 3 семейных врача; работала 1 станция экстренной медицинской помощи.

## Культура
В населённых пунктах общины действуют 12 культурных учреждений:
- 6 публичных библиотек;
- 5 клубных учреждений,
  - 2 коллектива художественной самодеятельности;
- 1 музей (1’573 экспоната).

## Спорт
На территории общины работает 1 коммунальное учреждение сферы физической культуры и спорта. Оборудовано 10 мест для занятий спортом и физкультурой:
- 3 стадиона;
- 3 помещения для физкультурно-оздоровительных занятий;
- 4 спортивных площадки с искусственным покрытием.

## Торговля и общественное питание
В населённых пунктах общины работают 46 магазинов и 7 кафе.